# ゴールデン・ボーイ 危機また危機
『ゴールデン・ボーイ 危機また危機』 (ゴールデン・ボーイ ききまたきき、原題 Troppo Rischio Per Un Uomo Solo) は1973年に公開されたルチアーノ・エルコリ監督によるイタリアのアクション映画。

## あらすじ
オープニングは迫力のF1レース。突然の事故に巻きもまれるも奇跡的にかすり傷ですむ。殺人容疑をかけられた主人公が繰り広げる壮絶カーチェイスアクション。

## キャスト
| 役名         | 俳優                           | 日本語吹替                         |
| 役名         | 俳優                           | 日本テレビ版                       |
| ------------ | ------------------------------ | ---------------------------------- |
| ルーディ     | ジュリアーノ・ジェンマ         | 樋浦勉                             |
| ニーナ       | スーザン・スコット             | 小原乃梨子                         |
| ピエロ       | ヴェナンチーノ・ヴェナンチーニ | 嶋俊介                             |
| ブランナー   | マイケル・フォレスト           | 加藤和夫                           |
| エヴァ       | ステラ・カーナシナ             | 倉野章子                           |
| マイケル     | マリオ・エルピチーニ           | 仁内建之                           |
| フォレスト   | カルロ・ジェンティリ           | 藤本譲                             |
| グロスマン   | グラウコ・オノラート           | 平林尚三                           |
| イングリッド | クリスタ・リンデル             | 原えおり                           |
|              |                                |                                    |
| 演出         | 演出                           | 五十嵐康治                         |
| 翻訳         | 翻訳                           | 大野隆一                           |
| 効果         | 効果                           | 南部光庸                           |
| 調整         | 調整                           | 石井浩                             |
| 制作         | 制作                           | ザック・プロモーション             |
| 解説         |                                |                                    |
| 初回放送     | 初回放送                       | 1976年12月1日 『水曜ロードショー』 |